# 데이다메이아
그리스 신화에서 데이다메이아(Deidamia, /ˌdeɪdəˈmaɪə/, 고대 그리스어: Δηϊδάμεια Deïdameia)는 리코메데스 왕의 딸로서 시로스의 공주였다.

## 신화
데이다메이아는 리코메데스 왕의 일곱 딸 중 한 명으로 아킬레우스가 그곳에 숨겨져 있었다. 이 이야기의 일부 버전에서는 아킬레우스가 왕의 딸 중 하나로 리코메데스의 궁정에 숨겨져 있었다고 말하며, 일부는 "피라"라는 이름으로 기다리던 여성이라고 말한다. 아킬레우스와 데이다미아는 8살밖에 되지 않았음에도 불구하고, 둘은 곧 친밀감에 이를 정도로 낭만적인 관계가 되었다. 아킬레우스는 그녀를 강간했지만, 그녀는 그를 용서했고, 임신했다. 오디세우스가 리코메데스의 궁전에 도착하여 아킬레우스가 남성이었음을 드러낸 후, 아킬레우스는 아내 데이다메이아를 남겨두고 트로이아 전쟁에 참여하기로 결정했다.
몇 년 후 데이다메아아는 아들 네오프톨레모스에게 아버지와 같은 전쟁에 참가하지 말라고 설득했지만, 아버지 아킬레우스가 죽은 후 차기 아리스토스 아카이온(Aristos Achaion)이 되어 트로이 전쟁에 참전했다. 전쟁이 끝난 후 그녀는 네오프톨레모스에 의해 프리아모스가 에피로스로 데려온 그의 노예 헬레노스와 결혼했다. 나중에 네오프톨레모스는 아가멤논의 아들이 미쳐버렸을 때 결국 오레스테스에게 살해당했다.
어떤 기록에서는 아킬레스와 데이다미아 사이에 오네이로이(Ὄνειρος)라는 또 다른 아들이 있었다고 한다. 그는 포키스에서 텐트 칠 곳을 놓고 그와 싸우다가 그를 알아보지 못한 오레스테스에게 살해당했다.